# Энде (художница)

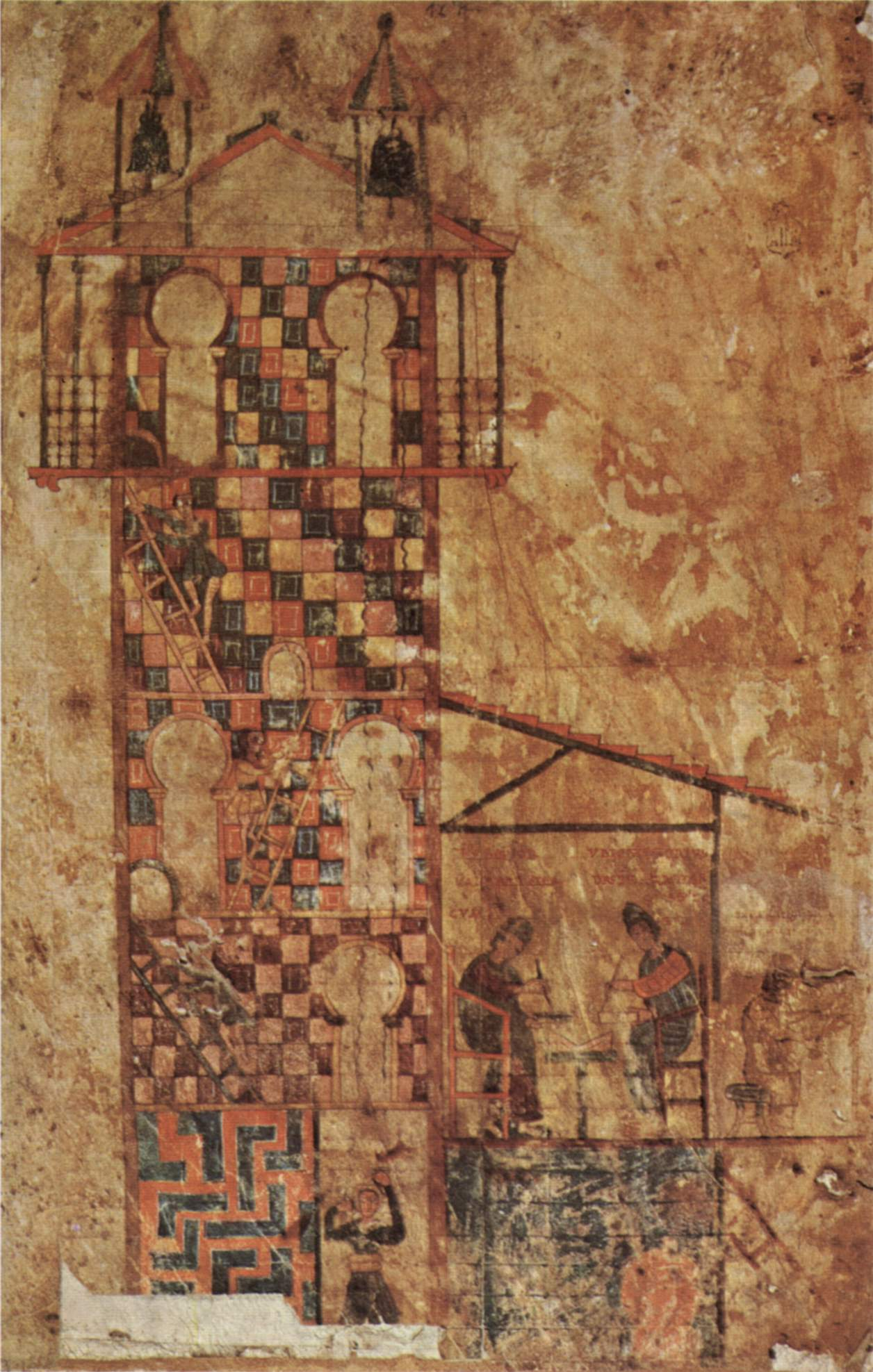
Скрипторий. Миниатюра из Жиронского беатуса. Двое изображённых монахов — автопортреты Энде и её ассистента

Энде (исп. Ende) — испанская монахиня и художница-иллюминатор X века.
Особых сведений о её жизни не сохранилось. Известна прежде всего над работой над рядом миниатюр в Жиронском беатусе, о чём сообщается в заметках в конце рукописи.
На одной из миниатюр, изображающей скрипторий, сохранилось изображение двух монахов. По одной из версий — это автопортрет Энде и её ассистента. Случай уникален для Раннего средневековья, ведь обычно переписыванием и иллюстрированием рукописей занимались исключено мужчины. Другим подобным примером является немецкая монахиня из Вестфалии Гуда.